# Волочко, Анна Михайловна
Анна Михайловна Воло́чко (бел. Ганна Міхайлаўна Валочка; род. 18 октября 1960, Колбча, Кличевский район, Могилёвская область) — учёный-методист, заведующая лабораторией гуманитарного образования НМУ “Национальный институт образования” Министерства образования Республики Беларусь, доктор педагогических наук.

## Биография
По окончании Минского государственного педагогического института им. М. Горького работала учителем белорусского языка и литературы сначала в средней школе № 2 города Заславля, потом в средней школе № 151 города Минска.
В октябре 1986 года окончила аспирантуру Минского государственного педагогического института им. М. Горького, в ноябре этого же года была принята на должность младшего научного сотрудника отдела методики обучения белорусскому языку НИИ педагогики Министерства просвещения БССР. После защиты в 1990 году кандидатской диссертации переведена на должность старшего научного сотрудника.
С 1993 г. — заведующий лабораторией проблем преподавания языков.
2002—2006 год — ведущий научный сотрудник лаборатории теории и методики обучения белорусскому языку и литературе.
2006 год — заведующий лабораторией языкового образования.
С декабря 2009 года возглавляет лабораторию гуманитарного образования научно-исследовательского центра Национального института образования.
Занимается научно-методическим обеспечением процесса обучения белорусскому языку в учреждениях общего среднего образования Республики Беларусь. Под её руководством разработаны концепция учебного предмета «Белорусский язык», образовательный стандарт и учебные программы по белорусскому языку для 5—11-х классов, нормы оценки результатов учебной деятельности учащихся по белорусскому языку, электронные образовательные ресурсы.
Участвовала в подготовке новой редакции «Правил белорусской орфографии и пунктуации» и разработке проекта Закона Республики Беларусь «О правилах белорусской орфографии и пунктуации», подписанного Президентом Республики Беларусь 23 июня 2008 года.
Является членом редакционной коллегии журналов «Беларуская мова і літаратура», «Веснік адукацыі», а также членом секции белорусского языка и литературы Научно-методического совета при Министерстве образования Республики Беларусь.
Читает лекции в учреждениях дополнительного образования, входит в состав жюри конкурса профессионального мастерства «Учитель года Республики Беларусь», является председателем жюри Республиканского конкурса исследовательских работ учащихся по учебным предметам «Белорусский язык», «Белорусская литература».

## Научная деятельность
В 1990 году защитила кандидатскую диссертацию на тему «Глагольные словосочетания в произведениях современных белорусских писателей» под руководством Ф. М. Янковского.
2005 год — издание монографии «Тэарэтыка-метадычныя асновы развіцця звязнага маўлення вучняў на ўроках беларускай мовы: 5—10 класы»
В 2008 году защитила докторскую диссертацию на тему «Лингвометодическая система развития связной речи школьников при обучении белорусскому языку» под руководством Л. А. Муриной.
Подготовила двух кандидатов наук
Автор и соавтор более 200 научных и научно-методических публикаций, учебных пособий, а также учебных программ для учреждений общего среднего образования.

### Избранные труды
- Валочка, Г. М. Вывучаем беларускі правапіс : вучэб. праграма факультатыўных заняткаў для V—IX класаў агульнаадукацыйных устаноў з беларус. і рус. мовамі навучання / Г. М. Валочка, В. У. Зелянко // Роднае слова. — 2010. — № 7. — С. 15-17; Веснік адукацыі. — 2010. — № 8. — С. 57-60.
- Валочка, Г. М. Практыкум па арфаграфіі беларускай мовы : вучэб. праграма факультатыўных заняткаў для Х-XІ класаў агульнаадукацыйных устаноў з беларус. і рус. мовамі навучання / Г. М. Валочка, В. У. Зелянко // Роднае слова. — 2010. — № 7. — С. 17-20.
- Валочка, Г. М. Навукова-даследчая работа навучэнцаў: метадычныя рэкамендацыі па напісанні і афармленні / Г. М. Валочка, В. У. Зелянко // Беларус. мова і літаратура. — 2013. — № 11. — С. 3-8.
- Валочка, Г. М. Мэтавыя арыенціры і структурна-зместавыя асаблівасці навучання беларускай мове ва ўстановах агульнай сярэдняй адукацыі ў 2015/2016 навучальным годзе / Г. М. Валочка, В. У. Зелянко // Беларус. мова і літаратура. — 2015. — № 8. — С. 13-17.
- Валочка, Г. М. Развіццё лінгвакультуралагічнай кампетэнцыі вучняў на факультатыўных занятках па беларускай арфаграфіі / Г. М. Валочка, В. У. Зелянко // Педагогическая наука и образование. — 2013. — № 2 (3). — С. 72 — 75.
- Валочка, Г. М. Змест варыятыўнага кампанента агульнай сярэдняй адукацыі па беларускай мове / Г. М. Валочка, В. У. Зелянко // Образование и педагогическая наука : тр. Нац. ин-та образования. Сер. 1, Гуманитарное образование / Нац. ин-т образования. — Минск, 2007. — Вып. 1 : Концепции и модели. — С. 134—138.
- Валочка, Г. М. Культуралагічны патэнцыял біблейскіх тэкстаў і моўных адзінак : водзыў на кнігу ксяндза У. Завальнюка «Родная мова ў духоўным жыцці Беларусі» (2008) і пераклад Евангелля на беларускую мову (2007, другое выданне) / Г. М. Валочка, В. У. Зелянко // Святое Евангелле і праблемы перакладу на беларускую мову : матэрыялы навук.-практ. канф. па абмеркаванні перакладу Святога Евангелля на сучасную беларускую літаратурную мову, Мінск, 13 снежня 2008 г. / Рымска-Каталіцкая парафія Святога Сымона і Святой Алены; пад рэд. У. Завальнюка, М. Прыгодзіча. — Мінск, 2010. — С. 87-93; 2011. — С. 85-90.
- Валочка, Г. М. Рэалізацыя лінгвакультуралагічнага падыходу пры навучанні марфалогіі беларускай мовы з выкарыстаннем электронных адукацыйных рэсурсаў / Г. М. Валочка, В. У. Зелянко // Нацыянальна-культурны кампанент у дыялектнай і літаратурнай мове : матэрыялы рэсп. навук.-практ. канф., Брэст, 18-19 кастр. 2012 г. / Брэсц. дзярж. ун-т імя А. С. Пушкіна; рэдкал.: М.І. Новік [і інш.]. — Брэст, 2013. — С. 27-30.
- Беларуская мова : вучэб. дапаможнік для 10-га класа агульнаадукацыйных устаноў з беларус. і рус. мовамі навучання / Г. М. Валочка, Л. С. Васюковіч, В. У. Зелянко, У. П. Саўко. — Мінск : Нац. ін-т адукацыі, 2009. — 256 с.
- Валочка, Г. М. Беларуская мова. 5-9 класы. Вывучаем беларускі правапіс : дапам. для вучняў устаноў агул. сярэд. адукацыі з беларус. і рус. мовамі навучання / Г. М. Валочка, В. У. Зелянко. — Мінск : НІА; Аверсэв, 2010. — 127 с.; 2011. — 127 с.; 2012. — 127 с.
- Валочка, Г. М. Беларуская мова. 10-11 класы. Практыкум па арфаграфіі і пунктуацыі : дапам. для вучняў агульнаадукац. устаноў з беларус. і рус. мовамі навучання / Г. М. Валочка, В. У. Зелянко, І.Л. Бурак. — Мінск : НІА; Аверсэв, 2010. — 188 с.; 2012. — 188 с.
- Валочка, Г. М. Вывучаем беларускі правапіс. 5-9 кл. : вучэб.-метад. комплекс / Г. М. Валочка, В. У. Зелянко. — Мінск : Нац. ін-т адукацыі, 2010. — 176 с.
- Валочка, Г. М. Практыкум па арфаграфіі і пунктуацыі беларускай мовы. 10-11 класы : вучэб.-метад. комплекс / Г. М. Валочка, В. У. Зелянко, І.Л. Бурак. — Мінск : Нац. ін-т адукацыі, 2010. — 286 с.
- Зборнік экзаменацыйных матэрыялаў па беларускай мове для агульнаадукацыйных устаноў (узровень агульнай сярэдняй адукацыі): тэксты для пераказаў / склад.: Г. М. Валочка, Л. С. Васюковіч, А. А. Лукашанец, В. У. Зелянко, С. Р. Рачэўскі. — Мінск: НІА; Аверсэв, 2011. — 476 с.
- Беларуская мова ў 10 класе : вучэб.-метад. дапам. для настаўнікаў устаноў агул. сярэд. адукацыі з беларус. і рус. мовамі навучання / Г. М. Валочка, Л. С. Васюковіч, Н. П. Даўбешка, В. У. Зелянко, У. П. Саўко. — Мінск : Нац. ін-т адукацыі, 2011. — 192 с.; Мазыр : Белы Вецер, 2014. — 191 с.
- Зборнік матэрыялаў для выпускнога экзамену па вучэбным прадмеце «Беларуская мова» за перыяд навучання і выхавання на ІІІ ступені агульнай сярэдняй адукацыі : тэксты для пераказаў / склад.: Г. М. Валочка, Л. С. Васюковіч, А. А. Лукашанец, В. У. Зелянко, С. Р. Рачэўскі. — Мінск : НІА ; Аверсэв, 2012. — 476 с.; 2013. — 540 с.; 2014. — 540 с.
- Беларуская мова : навучальныя і кантрольныя дыктанты : 5-9 класы : дапам. для настаўнікаў устаноў агул. сярэд. адукацыі з беларус. і рус. мовамі навучання / Г. М. Валочка, Л. М. Гамеза, І.У. Булаўкіна, В. У. Зелянко, І.М. Саматыя, С. С. Міхнёнак, С. М. Якуба. — Мінск : Аверсэв, 2012. — 224 с.; 2014. — 224 с.; 2015. — 224 с.
- Беларуская мова : навучальныя і кантрольныя пераказы : 5-9 класы : дапам. для настаўнікаў устаноў агул. сярэд. адукацыі з беларус. і рус. мовамі навучання / Г. М. Валочка, Л. С. Васюковіч, В. У. Зелянко, І.М. Саматыя, С. С. Міхнёнак, С. М. Якуба. — Мінск : Аверсэв, 2012. — 219 с.
- Валочка, Г. М. Беларуская мова : тэставыя работы : 8-11 класы : дапам. для настаўнікаў устаноў агул. сярэд. адукацыі з беларус. і рус. мовамі навучання / Г. М. Валочка, В. У. Зелянко. — Мінск : Аверсэв, 2012. — 158 с.; 2013. — 158 с.
- Беларуская мова : навучальныя і кантрольныя дыктанты і пераказы : 10-11 класы : дапам. для настаўнікаў устаноў агул. сярэд. адукацыі з беларус. і рус. мовамі навучання / Г. М. Валочка, В. У. Зелянко, А. А. Радзевіч, С. М. Якуба. — Мінск : Аверсэв, 2012. — 221 с.; 2014. — 221 с.

## Награды
- Почетная грамота НМУ «Национальный институт образования» Министерства образования Республики Беларусь (2007), грамота Министерства образования Республики Беларусь (2008), Почетная грамота НМУ «Национальный институт образования» Министерства образования Республики Беларусь (2012).
- Нагрудный знак «Отличник образования» Республики Беларусь (2010).